# Lee Han-bin
Lee Han-bin (kor. 이한빈; * 25. September 1988 in Seoul) ist ein ehemaliger südkoreanischer Shorttracker.
Lee gewann bei den Shorttrack-Junioren-Weltmeisterschaften 2008 in Bozen eine Bronzemedaille. Er erreichte beim Shorttrack-Weltcup 2012/13 in Nagoya mit der Staffel über 5000 m den ersten Platz. Bei den Olympischen Winterspielen 2014 schied er im Viertelfinale über 500 m aus und belegte am Ende Platz 10, kam im A-Finale über 1500 m auf Platz 6 und wurde mit der 5000-m-Staffel im B-Finale Zweiter, was Platz 7 bedeutete. Nach seiner aktiven Laufbahn wurde Lee Shorttracktrainer.